# ایرافشان
ایرافشان، روستایی در دهستان ایرافشان بخش آشار شهرستان مهرستان در استان سیستان و بلوچستان ایران است. این روستا، مرکز دهستان ایرافشان است.

## جمعیت
بر پایه سرشماری عمومی نفوس و مسکن در سال ۱۳۹۵، جمعیت این روستا برابر با ۷۸۹ نفر (۲۰۹ خانوار) بوده‌است.